# Hakon Holm
Hakon Holm (21. januar 1906 i Paraguay – 24. juni 1976) var en dansk forfatter, der voksede op med sine danske forældre i Colonia i provinsen Elisa i Paraguay. I 1919 kom han som 13-årig til Danmark, hvor han blev student i 1926. Senere foretog han længere rejser til Frankrig, Italien, Tyskland og de skandinaviske lande.. Han debuterede  i 1932 med digtet Crucifixet der ligesom Loven udgivet året efter, tager sit motiv fra Paraguay. Han modtog i 1935 Drachmannlegatet.